# Distrito de Bolesławiec
Bolesławiec (polaco: powiat bolesławiecki) es un distrito del voivodato de Baja Silesia (Polonia) que fue constituido el 1 de enero de 1999 por la reforma del gobierno local polaco aprobada el año anterior. Limita con otros siete distritos: al norte con Żagań (en el voivodato de Lubusz), al nordeste con Polkowice, al este con Legnica y Złotoryja, al sur con Lwówek Śląski, al suroeste con Lubań y al oeste con Zgorzelec. Está dividido en seis municipios: uno urbano (Bolesławiec), otro urbano-rural (Nowogrodziec) y cuatro rurales (Bolesławiec, Warta Bolesławiecka, Osiecznica, Gromadka). En 2011, según la Oficina Central de Estadística polaca, el distrito tenía una superficie de 1303,51 km² y una población de 89 100 habitantes.